# 荷兰戴维斯杯代表队
荷兰戴维斯杯代表队是荷兰男子网球队出战戴维斯杯的队伍，由皇家荷兰草地网球协会负责管理。
荷兰队在戴维斯杯最好的成绩是在2001年，他们进入了半决赛。1987年，荷兰人迈克尔·舍佩尔在戴维斯杯单打比赛中打出了46局的最长记录。